# Стійкість угруповання
Стійкість угруповання  — властивість, внутрішньо притаманна угрупованню живих організмів (біоценозу), яка дозволяє йому витримувати тиски, що створюються зовнішніми діями, або чинити опір їм. Стійкість угруповання залежить від гомеостатичних реакцій складових його видів. Здатність угруповання повертатися до деякого певного стану пов'язана з поняттям стійкої рівноваги.
Стійкість угруповань — надзвичайно актуальна проблема. Це пов'язано з тим, що порушення природних угруповань і агроценозів стає усе більш інтенсивним. Тому обгрунтовано виникає питання — як реагують угруповання на подібні дії і тим більше, як вони стануть реагувати на них в майбутньому. Стійкість угруповання і є мірою його чутливості до порушень.
Стійкими називаються угруповання, які зберігають свої особливості в часі. Фундаментальне питання в екології угруповання формулюється так: чому угруповання такі, якими вони є? Відповідь (хоча і часткова) на це така: через наявність певних стабілізуючих властивостей.
Стійкість має всілякі аспекти. Передусім при розгляді стійкості необхідно розрізняти пружність і опір.
Пружність (англ. resilience) — міра швидкості повернення до початкового стану після виведення з нього (порушення).
Опір (англ. resistance) — показник здатності уникати змін.
Стійкість буває локальною і загальною. Локальна стійкість (англ. local stability) відбиває тенденцію угруповання повертатися в первинний або близький до нього стан після незначного порушення.
Загальна стійкість (англ. global stability) — показник аналогічної тенденції у разі великого порушення.
Стійкість завжди залежить від середовища, в якому існують певні види організмів, так само як і від щільності їх популяцій і від їх особливостей. Якщо вони зберігаються при дуже обмеженому наборі видових характеристик, угруповання називається динамічно крихким, а якщо угруповання залишається стійким при істотних змінах умов середовища і видових характеристик, то воно вважається динамічно міцним.
Необхідно оцінити стійкість, тобто знайти певний показник, за яким оцінюється стійкість. Найчастіше це демографічний підхід, при якому основна увага звертається на склад угруповання, тобто кількість, систематичну приналежність видів, що входять до нього, і на щільність їх популяцій. В той же час можна використати і інші параметри — продукцію біомаси або кількість кальцію, що міститься в ній.
Параметром структури угруповання при аналізі стійкості стала складність. Вважалося, що підвищення складності веде до зростання його стійкості. Під «підвищеною складністю» маються на увазі різні речі: то більше число видів, то більше число взаємодій, то сильніші взаємодії. Є і інші погляди на складність — ця кількість можливих шляхів перенесення енергії через угруповання, тобто чим складніше (більше шляхів перенесення) система, тим вона стійкіша (менше кількісних змін) при порушеннях. Але усі ці «загальноприйняті» погляди нині схильні до сильних коливань, головним чином в результаті аналізу математичних моделей. Більшість моделей свідчать про тенденцію до зниження стійкості із зростанням складності. Але було б помилкою одно узагальнення міняти на інше. Ймовірно, існує і те, і інше, і в цілому залежність між складністю угруповання і його стійкістю залишається неясною.
Надзвичайно важливим в екології є питання чому одні угруповання багатіші за інших? Чи існують закономірності видової різноманітності?
Закономірності видової різноманітності формуються цілим рядом чинників, які відносяться до декількох категорій. Це:
1. географічна (широта, висота над рівнем моря і (у водному середовищі) глибина);
2. продуктивність середовища, кліматична мінливість, «вік» місцяжиття і «суворість» середовища;
3. географічна мінливість не пов'язана з широтою і так далі.

Вони маскують або перекручують залежність між видовою різноманітністю і параметрами середовища. Це відноситься до масштабів фізичних порушень або островноного характеру екотопа і міри його фізичної і хімічної неоднорідності.
Нарешті, ряд чинників є біологічними властивостями угруповання, але при цьому істотно впливають на його структуру. Серед них особливо важливі інтенсивність хижацтва і конкуренції.
Це також «вторинні» чинники, такі як просторова неоднорідність, зумовлена самими організмами, а також положення угруповання в сукцесійному ряду. Вони самі визначаються зовнішніми впливами, проте вони могутньо впливають на формування остаточного вигляду угруповання.
У  еволюції екосистем відбувається не лише підвищення стійкості біотичних угруповань. Подібно до того як індивідуальний розвиток організму (онтогенез) є коротким повторенням філогенезу, так і еволюція екосистем повторюється в їх сукцесійному розвитку. Якщо ми порівняємо структуру екосистем в ранні і пізні геологічні епохи, то побачимо, що в еволюції екосистем збільшується їх видова різноманітність, замикаються біогеохімічні цикли, росте здатність видів забезпечувати рівномірний розподіл ресурсів усередині системи і перешкоджати їх виходу з неї. Так само як в еволюції видів загальний прогресивний розвиток супроводжується ускладненням окремих форм, так і в еволюції екосистем виникають такі екосистеми, які регулюються K-відбором і здійснюють досконаліший перерозподіл ресурсів.
Виділяють два типи стійкості екосистем:
- Резистентна стійкість — це здатність екосистеми чинити опір пертурбаціям (порушенням), підтримуючи незмінною свою структуру і функцію.
- Пружна стійкість — це здатність системи відновлюватися після того, як її структура і функція були порушені. Обидва типи стабільності виключають один одного, або, іншими словами, системі важко одночасно розвинути обидва типи стійкості. Так, каліфорнійський ліс з секвої досить стійкий до пожеж (для цих дерев характерна товста кора і інші адаптації), але якщо він все ж згорить, то відновлюється дуже повільно або зовсім не відновлюється. Навпаки, каліфорнійські зарості чапараля дуже легко вигорають (низька резистентна стійкість), але швидко відновлюються, буквально за декілька років (відмінна пружна стійкість). Як правило, за сприятливих фізичних умов середовища екосистеми більшою мірою проявляють резистентну стійкість, а не пружну, але в мінливих фізичних умовах спостерігається прямо протилежне.